# شایوپالفالا
شایوپالفالا (به مجاری:  Sajópálfala) یک منطقهٔ مسکونی در مجارستان است که در ناحیه میشکولتس واقع شده‌است.